# Вольфенбюттельский кодекс A
Вольфенбюттельский кодекс A (лат. Codex Guelferbytanus A; условное обозначение: Pe или 024) — унциальный манускрипт VI века на греческом языке, содержащий полный текст четырёх Евангелий, на 44 пергаментных листах (26,5 x 21,5 см). Палимпсест.

## Особенности рукописи
Текст на листе расположен в одной колонке, в 24 линии.
Рукопись содержит
Мф. 1,11-21; 3,13-4,19; 10,7-19; 10,42-11,11; 13,40-50; 14,15-15,3.29-39;
Мк. 1,2-11; 3,5-17; 14,13-24.48-61; 15,12-37;
Лк. 1,1-13; 2,9-20; 6,21-42; 7,32-8,2; 8,31-50; 9,26-36; 10,36-11,4; 12,34-45; 14,14-25; 15,13-16,22; 18,13-39; 20,21-21,3; 22,3-16; 23,20-33; 23,45-24,1; 24,14-37;
Ин. 1,29-40; 2,13-25; 21,1-11.

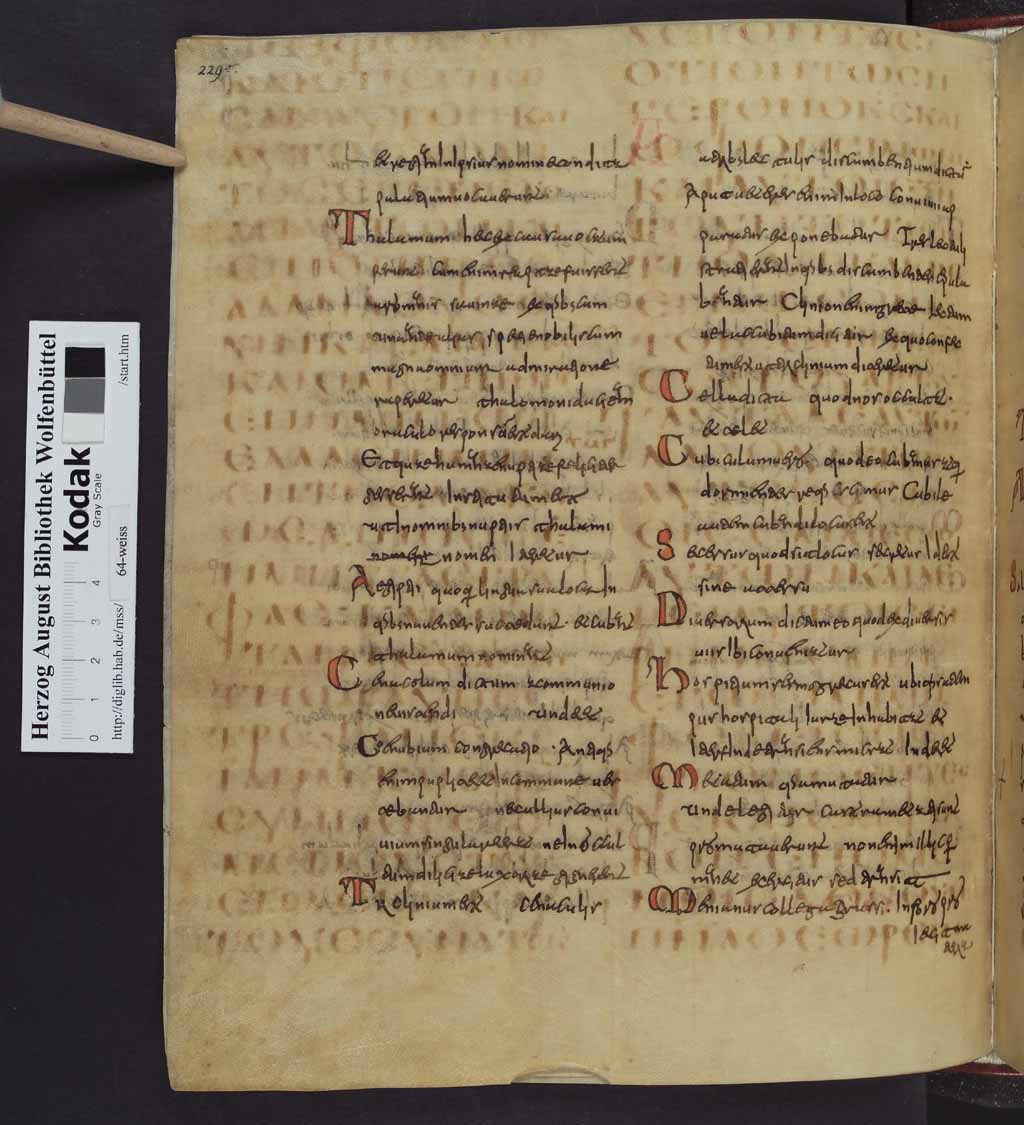
Лист 194об

Текст рукописи отражает византийский стиль. Рукопись отнесена к V категории Аланда.
В настоящее время рукопись хранится в Библиотеке герцога Августа (Weissenburg 64) в Вольфенбюттеле.